# Patrick Beljaards
Patrick Beljaards (Haarlem, 4 maart 1978) is een Nederlands honkballer, die namens zijn vaderland tweemaal deelnam aan de Olympische Spelen: 'Sydney 2000' en 'Athene 2004'. Bij die gelegenheden eindigde de linkshandige werper van honkbalvereniging Kinheim met de nationale ploeg op respectievelijk de vijfde en de zesde plaats.
Beljaards maakte in 1997 zijn debuut voor het Nederlands team. Hij was lid van de nationale selectie, die in 1999 Europees kampioen werd. In 1998 speelde hij mee bij het WK. Als groot talent was hij winnaar van de zogeheten Guus van der Heijden Memorial Trophy en de Ron Fraser Award. In 1992 gooide de geboren Haarlemmer de meeste strike-outs (132) in de Nederlandse competitie. In 2001, 2003 en 2005 werd hij met Nederland opnieuw Europees kampioen. Bij die voorlaatste gelegenheid kreeg hij bovendien de prijs voor beste pitcher. In vijftien slagbeurten kreeg hij geen enkel verdiend punt tegen.
Beljaards maakte ook deel uit van de WK-selectie, die bij het WK honkbal (2005) in september geschiedenis schreef door voor het eerste de halve finales van een wereldkampioenschap te bereiken. Nederland eindigde uiteindelijk op de vierde plaats. Beljaards kwam in drie duels in actie, waaronder de groepswedstrijd tegen Cuba en de troostfinale tegen Panama. Uiteindelijk won hij één wedstrijd en verloor hij er twee. De pitcher kwam tot een puntengemiddelde van 3.63. Hierna nam hij afscheid van het Nederlands team. Beljaards is een broer van honkballer Richard Beljaards en een neef van honkballer Denny Beljaards. Beljaards is na 2011 gestopt als speler en is in 2013 toegevoegd aan de coaching staf van RCH Pinguins.
Sharnol Adriana · 
Johnny Balentina · 
Patrick Beljaards · 
Ken Brauckmiller · 
Rob Cordemans · 
Jeffrey Cranston · 
Michaël Crouwel · 
Radhames Dijkhoff · 
Robert Eenhoorn · 
Rikkert Faneyte · 
Evert-Jan 't Hoen · 
Chairon Isenia · 
Percy Isenia · 
Eelco Jansen · 
Ferenc Jongejan · 
Dirk van 't Klooster · 
Patrick de Lange · 
Raily Legito · 
Jurriaan Lobbezoo · 
Remy Maduro · 
Hensley Meulens · 
Ralph Milliard · 
Erik Remmerswaal · 
Orlando Stewart
Sharnol Adriana · 
Wladimir Balentien · 
Johnny Balentina · 
Patrick Beljaards · 
Maikel Benner · 
Yurendell de Caster · 
Ivanon Coffie · 
Rob Cordemans · 
Robin van Doornspeek · 
Dave Draijer · 
Evert-Jan 't Hoen · 
Chairon Isenia · 
Eelco Jansen · 
Sidney de Jong · 
Ferenc Jongejan · 
Eugene Kingsale · 
Dirk van 't Klooster · 
Patrick de Lange · 
Raily Legito · 
Calvin Maduro · 
Diego Markwell · 
Ralph Milliard · 
Harvey Monte · 
Alexander Smit